# Black Line
Als Black Line (deutsch: Schwarze Linie) bezeichnet man eine Menschenkette, die 1830 zur gewaltsamen Vertreibung aller Aborigines auf der Insel Tasmanien eingesetzt wurde. Die Briten setzten dafür 2.000 bewaffnete Männer über einen Zeitraum von fünf Wochen im Oktober/November 1830 unter dem Kommando von George Arthur ein.
Der Black War (deutsch: Schwarzer Krieg), der nie offiziell zum Krieg erklärt worden war und mit dessen Hilfe die ersten europäischen Siedlungen auf Tasmanien errichtet wurden, begann etwa 1803 und erreichte seinen Höhepunkt im Jahre 1820. Die kriegerischen Auseinandersetzungen des Black War fanden mit der Black Line einen gewaltsamen Abschluss, denn mit dieser Maßnahme wurden nahezu alle Aborigines Tasmaniens gefangen genommen und deportiert. Die Black Line war eine Menschenkette, die aus 500 Soldaten, 700 Siedlern und 800 Sträflingen bestand und sich vom Norden bis zum Süden Tasmaniens erstreckte. Aus Berichten ist zu entnehmen, dass bei Durchführung dieser Maßnahme zwei Aborigines getötet wurden. Mit Hilfe dieser Kette gelang es, die Aborigines aus ihren angestammten Stammesgebieten zugunsten der britischen Siedler zu vertreiben. Nach Abschluss der Black Line wurden vom Dezember 1830 bis zum Februar 1835 50 Aborigines gefangengesetzt, die in die traditionellen Siedlungsgebiete zurückkehrten, und etwa 200 weitere Aborigines aus anderen Gebieten Tasmanien nach Flinders Island in der Bass Strait deportiert. Zahlreiche gefangene Aborigine, die in diesem Zeitraum festgesetzt wurden, verstarben im Zeitraum zwischen Gefangennahme und Deportation. 
Der in Tasmanien gegen sie geführte Krieg hatte drastische Konsequenzen für die Aborigines. Im Jahre 1823 befanden sich 2.000 Aborigines in der Kriegszone. Bis 1831 wurden 448 von ihnen ermordet.
Im Februar 1835 berichtete der Chief Protector of Aborigines George Augustus Robinson dem für diese Maßnahmen zuständigen Kolonialsekretariat in Tasmanien, dass die gesamte Bevölkerung der Aborigines Tasmaniens ins Exil nach Flinders Island deportiert worden sei. Mit der Deportation der letzten Aborigine-Familie im Jahre 1842 endeten die Vertreibungen der Volksgruppe.

## Einzelnachweis
1. ↑  Auseinandersetzung und Massaker an den Aborigines Tasmaniens von 1804-1835